# Denise Millet
Denise Millet (n. 15 mai 1933, Paris, Île-de-France, Franța – d. 28 martie 2020, Paris, Métropole du Grand Paris, Franța) a fost o ilustratoare și artistă de benzi desenate franceză. Ea a lucrat cu soțul ei, Claude Millet.

## Biografie
Claude și Denise Millet au lucrat din 1976 până în 2019, iar colecția lor include aproape 200 de titluri. Cuplul a colaborat cu Bayard Presse și a proiectat benzile desenate Pic et Pik, scrise de Stéphanie Janicot. De asemenea, au desenat o serie de benzi desenate biografice despre Martin Luther King, Jr., scrisă de Benoît Marchon.
Pe lângă benzi desenate, Millet a lucrat în publicitate, comunicare și cinematografie. Alături de Claude, a conceput afișul pentru Urăsc Actorii (1986), care a fost nominalizat la Premiul César pentru cel mai bun Poster.
Denise Millet a murit pe 28 martie 2020, la vârsta de 86 de ani, la Spitalul Lariboisière, Paris, din cauza COVID-19, în timpul pandemiei de coronaviroză.